# James Hewitt (musicista)
James Hewitt (Dartmoor, 4 giugno 1770 – Boston, 2 agosto 1827) è stato un musicista e editore musicale britannico.
Emigrato negli USA nel 1792, ebbe il merito di introdurvi la conoscenza dell'opera lirica.